# Podział administracyjny Imperium Rosyjskiego w 1914 roku

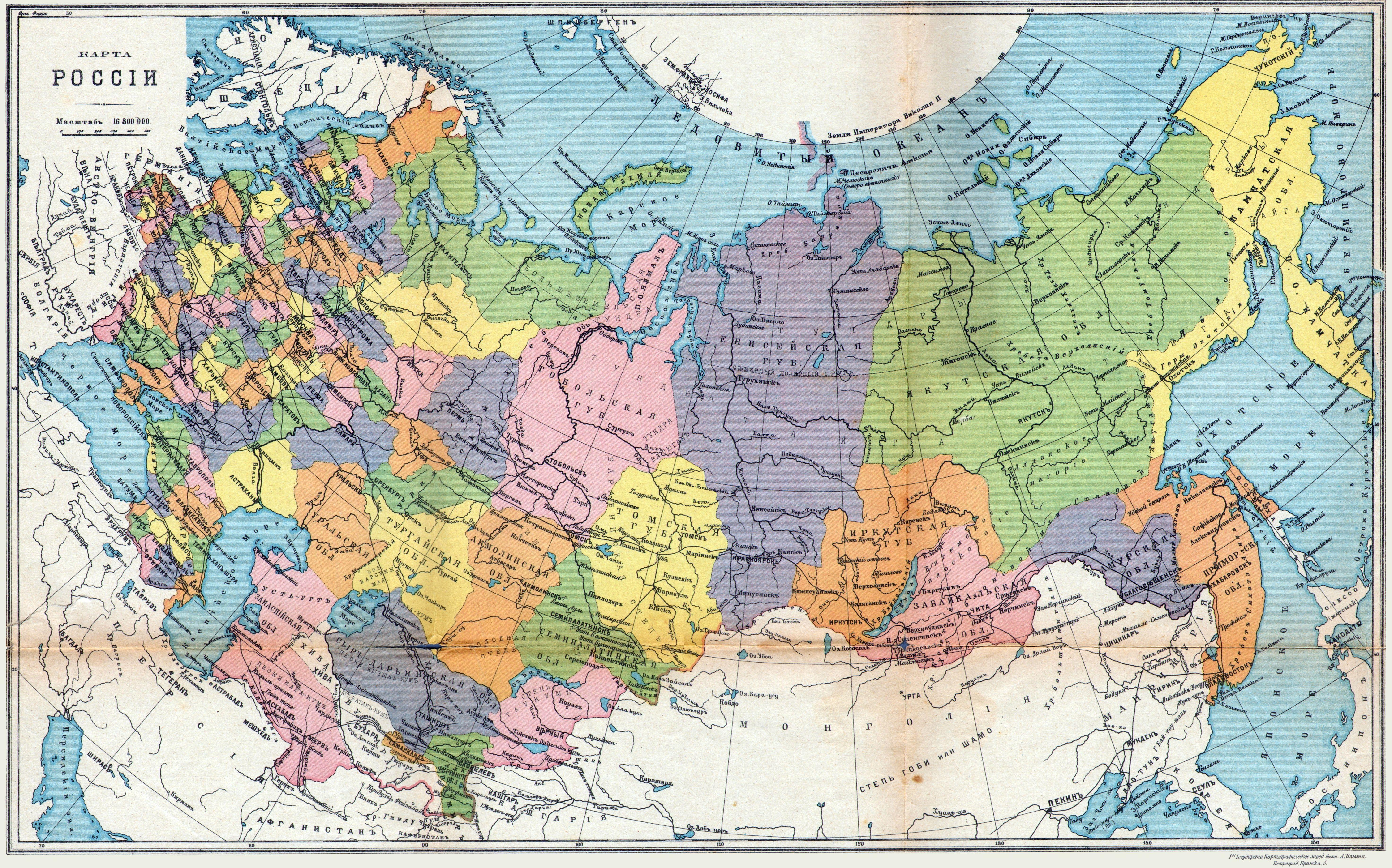
Podział administracyjny Imperium Rosyjskiego 1914

Podział administracyjny Imperium Rosyjskiego w 1914 roku. Zaznaczone generał-gubernatorstwa

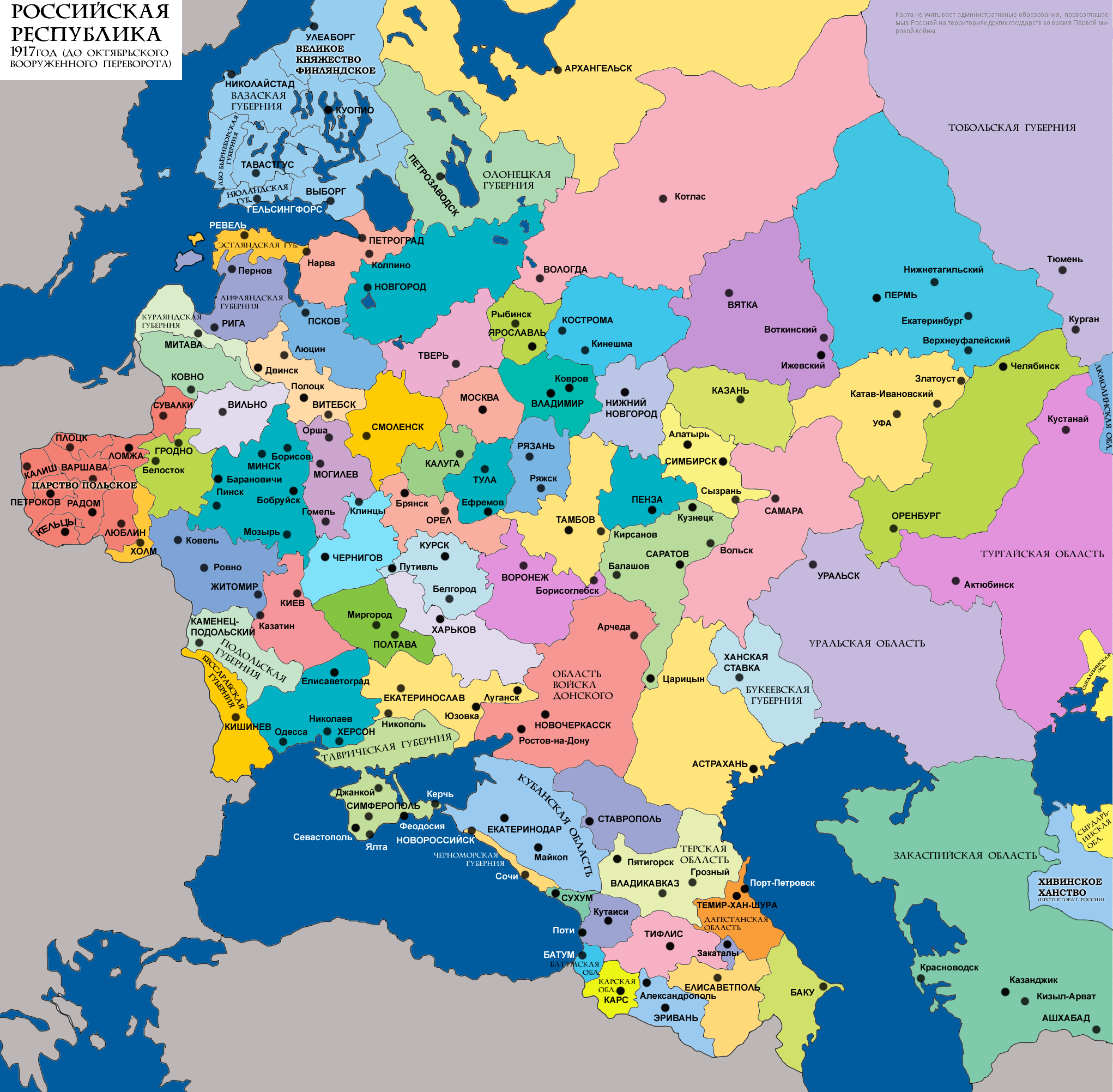
Gubernie Rosji europejskiej 1917

Herb Imperium Rosyjskiego

Podział administracyjny Imperium Rosyjskiego w 1914 roku
W roku 1914 Imperium Rosyjskie było podzielone administracyjnie na 101 części: 78 guberni (w tym 8 guberni Wielkiego Księstwa Finlandii), 21 obwodów i 2 okręgi. Część guberni była zgrupowanych w 8 generalnych gubernatorstwach, a Kronsztad posiadał gubernatora wojskowego. 9 miast (Sankt Petersburg, Moskwa, Baku, Mikołajów, Odessa, Sewastopol, Rostów nad Donem, Jałta i Kercz-Jenikale) było wydzielonych z guberni jako gradonaczalstwa. 
Protektoratami Imperium były Emirat Buchary, Chanat Chiwy i Kraj Urianchajski.

## Generał-gubernatorstwa

### Generał-gubernatorstwo fińskie
- Gubernia abo-bernenborska (Abo)
- Gubernia wazaska (Nikolajstadt)
- Gubernia wyborska (Wyborg)
- Gubernia kuopioska (Kuopio)
- Gubernia niulandzka (Helsingfors)
- Gubernia san-michelska (San Michel)
- Gubernia tawastguska (Tawastgus)
- Gubernia uleaborska (Uleaborg)

### Generał-gubernatorstwo irkuckie
- Gubernia jenisejska (od 1822; Krasnojarsk)
- Gubernia irkucka (od 1764)
- Obwód jakucki (od 1805)
- Obwód zabajkalski (od 1851; Czyta)

### Generał-gubernatorstwo kijowskie
- Gubernia kijowska (w latach 1708—1781, i od 1796)
- Gubernia wołyńska (od 1796; Żytomierz)
- Gubernia podolska (od 1796; Kamieniec Podolski)

### Generał-gubernatorstwo moskiewskie
- miasto Moskwa
- Gubernia moskiewska (od 1708)

### Generał-gubernatorstwo nadamurskie
- Obwód amurski (od 1858; Błagowieszczeńsk)
- Obwód kamczacki (1849–1856, od 1909; Pietropawłowsk)
- Obwód nadmorski (od 1856; Władywostok)
- Obwód sachaliński (od 1909; Aleksandrowsk)

### Generał-gubernatorstwo stepowe
- Obwód akmoliński (od 1868; Omsk)
- Obwód semipałatyński (od 1854; Semipałatyńsk)

### Generał-gubernatorstwo turkiestańskie
- Obwód zakaspijski (od 1882; Aszchabad)
- Obwód samarkandzki (od 1887; Samarkanda)
- Obwód siemirieczeński (od 1867; Wiernyj)
- Obwód syrdaryjski (od 1867; Taszkent)
- Obwód fergański (od 1876; Kokand)

### Generał-gubernatorstwo warszawskie
- Gubernia kaliska
- Gubernia kielecka
- Gubernia łomżyńska
- Gubernia lubelska
- Gubernia piotrkowska
- Gubernia płocka
- Gubernia radomska
- Gubernia suwalska
- Gubernia warszawska

### Namiestnictwo kaukaskie
- Gubernia bakijska (od 1859; Baku)
- Gubernia czarnomorska (od 1896; Noworosyjsk)
- Gubernia erywańska (od 1849; Erywań)
- Gubernia jelizawietpolska (od 1868; Jelizawietpol)
- Gubernia kutaiska (od 1846; Kutais)
- Gubernia tyfliska (od 1849; Tyflis)
- Obwód batumski (1878—1883 i 1903—1918; Batumi), 1883-1903 w składzie guberni kutaiskiej
- Obwód dagestański (od 1860; Temyr-Chan-Szura)
- Obwód karski (od 1878; Kars)
- Obwód kubański (od 1860; Jekaterynodar)
- Obwód terecki (od 1860; Władykaukaz)
- Okręg zakatalski

## Gubernie
- Gubernia archangielska (1708—1780, od 1796)
- Gubernia astrachańska (1717—1785, od 1796)
- Gubernia besarabska (od 1873; Kiszyniów)
- Gubernia charkowska (od 1835)
- Gubernia chersońska (od 1803)
- Gubernia czernihowska (od 1796)
- Gubernia estońska (od 1783; Rewel)
- Gubernia jarosławska (od 1796)
- Gubernia grodzieńska (od 1801)
- Gubernia jekaterynosławska (od 1802)
- Gubernia kazańska (1708—1781, od 1796)
- Gubernia kałuska (od 1796)
- Gubernia kowieńska (od 1842)
- Gubernia kostromska (od 1778)
- Gubernia kurlandzka (od 1796; Mitawa)
- Gubernia kurska (od 1796)
- Gubernia inflancka (od 1783; Ryga)
- Gubernia mińska (1793—1795, od 1796)
- Gubernia mohylewska (1773—1778, od 1802)
- Gubernia niżnonowogrodzka (1719—1779, od 1796)
- Gubernia nowogrodzka (1727—1776, od 1796)
- Gubernia ołoniecka (od 1801; Pietrozawodsk)
- Gubernia orenburska (od 1796)
- Gubernia orłowska (od 1796)
- Gubernia penzeńska (1796—1797, od 1801)
- Gubernia permska (od 1796)
- Gubernia połtawska (od 1802)
- Gubernia pskowska (1772—1777, od 1796)
- Gubernia riazańska (od 1796)
- Gubernia samarska (od 1850)
- Gubernia sankt-petersburska (od 1708)
- Gubernia saratowska (od 1797)
- Gubernia symbirska (od 1796)
- Gubernia smoleńska (1708—1713, od 1776)
- Gubernia stawropolska (od 1847)
- Gubernia taurydzka (od 1802; Symferopol)
- Gubernia tambowska (od 1796)
- Gubernia twerska (od 1796)
- Gubernia tobolska (od 1796)
- Gubernia tomska (od 1804)
- Gubernia tulska (od 1796)
- Gubernia ufijska (od 1865)
- Gubernia wileńska (1795—1797, od 1802)
- Gubernia witebska (od 1802)
- Gubernia włodzimierska (1778, od 1796)
- Gubernia wołogodzka (od 1796)
- Gubernia woroneska (1725—1779, od 1796)
- Gubernia wiacka (1796)

## Obwody
- Obwód Wojska Dońskiego (od 1870; Nowoczerkask)
- Obwód turgajski (od 1868; Orenburg – poza terytorium obwodu)
- Obwód uralski (od 1868)

## Literatura
- Piotr Eberhardt, Zmiany podziałów administracyjnych w Cesarstwie Rosyjskim, w Związku Sowieckim oraz w Federacji Rosyjskiej w: Studia z Dziejów Rosji i Europy Środkowo-Wschodniej XLV, Warszawa 2010, s.239-257 PL ISSN 1230-5057 wersja elektroniczna